# Рижко метро
Рижкото метро (на латвийски: Rīgas metropolitēns; на руски: Рижский метрополитен) е нереализиран проект за метрополитен в Рига, столицата на Латвия.

## История
За строежа на метро сериозно се заговаря през 1984 г. По онова време градът наброява 900 000 жители. Въпреки че според съветската концепция „метро да се строи в градове с население от най-малко 1 милион жители“ градът не отговаря на този критерий, се започва сериозна работа по проектирането.
През е готов 1989 г. проектът, изработен в Ленинград. Архитектурното оформление е възложено на местни архитекти. Строителството е трябвало да започне през 1990 г. и пусковият участък от 8,3 км с 8 станции е трябвало да бъде открит през 2002 г.
Политическите промени обаче и разпадането на СССР попречват на реализацията. Местният бюрократичен апарат и националистическите групировки започват активна кампания по дискредитирани на идеята. Изтъкват се аргументи, че „ще настъпи окупация от руски метростроители“ и че на града не му е нужно метро, а „скоростен трамвай“ (нереализирана идея от 1960-те години). В кампанията се включват и „зелените“ (имащи силно влияние през онези години) с критика, че ще бъдат унищожени много дървета и че не са предвидени облекчения за граждани с увреждания (което е истина). Кампанията успява. След отделянето на страната от СССР за проекта за метро се забравя.
Днес населението на Рига е надминало 1 милион жители, но нито „скоростен трамвай“, нито метро е построено, а градът се задъхва от задръстванията на наземния транспорт.